# Starogrško kiparstvo
Starogrško kiparstvo je kiparstvo antične Grčije. Sodobni raziskovalci ločijo tri glavna obdobja. Pogosto so kiparji uprizarjali bitke, mitologijo in vladarje antične Grčije.

## Material
Starogrško monumentalno kiparstvo je bil skoraj v celoti iz marmorja ali brona. Vlivanje brona je bilo prednostno sredstvo za velika dela že v začetku 5. stoletja pr. n. št. Mnoga dela, znana samo v marmornih kopijah, narejena za rimski trg, so bila prvotno izdelana v bronu. Manjša dela so bila iz različnih vrst materiala, med njimi veliko dragocenih, in zelo veliko figuric iz terakote. Na ozemljih antične Grčije, razen Sicilije in južne Italije, so bila bogata nahajališča finega marmorja, najbolj cenjena sta bila penteliški in paroški marmor, skupaj z današnjim Prilepom v Makedoniji in različnimi viri v sodobni Turčiji. Prav tako je bilo sorazmerno enostavno pridobiti rudo za bron.  Marmor je bil večinoma okoli Partenona in drugih večjih grških stavb.
Marmor in bron sta enostavna za oblikovanje in zelo trpežna. Kot v mnogih starodavnih kulturah ni nobenega dvoma o tradiciji kiparstva v lesu, o katerem vemo zelo malo, razen akrolitskih skulptur, ki so bile po navadi velike, z glavo in izpostavljenimi deli v marmorju, oblečeni deli pa so bili leseni. Ker bron ni bil posebej cenjen, je ohranjenih zelo malo bronastih izvirnikov, čeprav je v zadnjih letih pomorska arheologija ali lovljenje rib z vlečno mrežo odkrila nekaj spektakularnih najdb, kot sta Pozejdon z rta Artemizij in Bronasta bojevnika iz kraja Riace, ki so zelo širile sodobno razumevanje. Veliko kopij iz rimskega obdobja so marmorne različice del prvotnih bronastih kipov. Navaden apnenec je bil uporabljen v arhaičnem obdobju, vendar kasneje, razen na območjih sodobne Italije brez lokalnega marmorja, le za arhitekturno kiparstvo in dekoracijo. Mavec ali štukatura se je včasih uporabljala le za lase.
Za krizelefantinske skulpture, ki so prikazovale tempeljske kultne podobe in luksuzna dela, so uporabljali zlato, najpogosteje v obliki lističev, slonovino za vse ali dele (obraz in roke) figur in verjetno dragulje in drug material, vendar so bile veliko manj pogoste, ohranjeni pa so le deli. Veliko kipov je imelo nakit, kar je razvidno iz lukenj za pritrditev, ter orožje ali druge predmete v različnih vrstah materiala. 

## Poslikovanje kipov
Do zgodnjega 19. stoletja je sistematično izkopavanje starih grških nahajališč prineslo množico kipov s sledmi raznobarvnih površin, od katerih so nekatere še vedno vidne. Kljub temu so vplivni umetnostni zgodovinarji, kot je Johann Joachim Winckelmann, tako močno nasprotovali ideji o poslikani grški skulpturi, da so zagovornike poslikanih kipov zavrnili kot ekscentrične in njihova stališča v glavnem niso bila več kot stoletje.
Šele po objavi ugotovitev nemškega arheologa Vinzenza Brinkmanna v poznem 20. in 21. stoletju je postalo poslikano antično grško kiparstvo uveljavljeno. Z uporabo visoko intenzivnih svetilk, ultravijolične svetlobe, posebej izdelanih kamer, mavčnih litin in nekaterih mineralov v prahu je Brinkmann dokazal, da je bil celoten Partenon, tudi današnja struktura in kipi, poslikan. Analiziral je pigmente prvotne barve, da bi odkril njihovo sestavo.
Brinkmann je naredil več poslikanih replik grških kipov, ki so jih odpeljali na turnejo po vsem svetu. Tudi v zbirki so bile replike drugih del grškega in rimskega kiparstva in pokazalo se je, da je bilo poslikavanje skulptur norma in ne izjema v grški in rimski umetnosti.  Muzeji, ki so gostili razstavo, so bili Gliptoteka v Münchnu, Vatikanski muzeji, Narodni arheološki muzej v Atenah ter drugi. Zbirka je svojo ameriško premiero doživela na Harvardski univerzi jeseni 2007. 

## Razvoj grškega kiparstva

### Geometrični slog
Po navadi se misli, da je bila najstarejša inkarnacija grškega kiparstva v obliki lesenih kultnih kipov, ki jih je Pavzanias prvič opisal kot hoanon.  Nobeni taki kipi niso ohranjeni, njihovi opisi pa so nejasni, kljub temu da so jih verjetno častili več sto let. Prvi kos grškega kipa, ki so ga ponovno sestavili,  je verjetno levkandijski kentaver, terakotna skulptura, najdena na otoku Evboja okoli 920 pr. n. št. Kip je bil narejen po delih, preden je bil razkosan in pokopan v dveh ločenih grobovih. Kentaver ima oznako na kolenu, po čemer so raziskovalci sklepali , da bi kip lahko prikazoval Hirona, ki je verjetno klečal, ranjen s Heraklejevo puščico. Če je tako, bi bil to najzgodnejši opis mita v zgodovini grškega kiparstva.
Oblike geometrične umetnosti (od 900 do 700 pr. n. št.) so bile predvsem bronaste figurice in figurice iz slonovine. Bronasti so v glavnem tripodi in samostojne figure ali skupine. Take bronaste figure so bile narejene s tehniko izgubljenega voska, verjetno uvedeno iz Sirije, in so skoraj v celoti votivni darovi grške civilizacije panhelenskih svetišč Olimpije, Delosa in Delfov, čeprav so bile  verjetno izdelane drugje glede na število lokalnih slogov, ki jih najdemo v Atenah, Argosu in Šparti. Značilna iz tega obdobja so Bojevnik iz Karditse (Atene, št. 12831) in številni  konjeniški kipi (na primer, NY Met. 21.88.24 na spletu). Bronasta dela pa niso omejena le na stoječe moške in konje, saj poslikane vaze iz tega obdobja prikazujejo tudi jelene, ptice, hrošče, zajce, grifine in leve. Na začetku do srednjega obdobja ni bilo napisov na kipih, dokler se ni pojavil Mantiklov Apolon (Boston 03,997) iz začetka 7. stoletja pr. n. št., najden v Tebah. To je stoječ človek  psevdodedalske oblike, pod katerim je  napis "Μαντικλος μ" ανεθεικκε εκαβολοκις αργυροτοχσοκισμος τας {δ} δε-κατας · τυ δε Φοιβε διδοι χαριβετταν αμοιϝ [αν]" v heksametru. Latinski prevod je: Mantiklos manetheke wekaboloi argurotoxsoi tas dekatas; tu de fojbe didoi xariwettan amoiw [an] in v grobem pomeni "Mantiklos mi daruje kot desetino za Apolona srebrn lok; Fojbos [Apolon] bo v zameno ponudil nekaj uslug." Napis je izjava kipa Apolonu, ki je bil zahtevek v zameno za uslugo. Poleg novosti napisa za namen je ta skulptura prilagojena obliki orientalskih bronastih figur, to je bolj trikoten obraz in leva noga je malo pomaknjena naprej. Včasih je videti, da se pričakuje večja ekspresivna svoboda 7. stoletja pr. n. št. in kot taka se Mantiklova figura včasih imenuje protodedalska.

### Arhaično kiparstvo
Navdahnjeni z monumentalnimi kamnitimi skulpturami Egipta  in Mezopotamije so Grki ponovno začeli klesati kamen. Samostoječe figure imajo podobo trdnosti in frontalno držo, ki je značilna za vzhodne modele, vendar so njihove oblike bolj dinamične od egipčanskih, kot na primer Kora iz Auxerra in Herin torzo (zgodnje arhaično obdobje, okoli 660–580 pr. n. št., oba v Louvru v Parizu). Po približno 575 pr. n. št. so imele figure, kot so ti moški in ženske, tako imenovani arhaični nasmeh. Ta izraz, ki nima posebne povezave z opisano osebo ali okoliščino, je verjetno pripomoček, s katerim figure kažejo  neko človeško značilnost.
Prevladovale so tri vrste likov: stoječ gol mladenič,kuros, stoječa dekleta (kora) in sedeča ženska. Vsi poudarjajo in posplošujejo bistvene značilnosti človeške figure in kažejo vedno natančnejše razumevanje človeške anatomije. Mladeniči so bili nagrobni ali votivni kipi. To so Apolon (Metropolitanski muzej umetnosti, New York), zgodnje delo, Strangfordski Apolon z otoka Anafi (Britanski muzej, London), veliko poznejše delo, in Kuros iz kraja Anavisos (Narodni arheološki muzej, Atene). Pri tem kipu je vidna večja struktura mišičevja in skeleta kot v prejšnjih delih. Stoječa, draperirana dekleta kažejo veliko več različnih izrazov kot kipi v muzeju Akropola v Atenah. Njihova draperija je izrezljana in poslikana  tankočutno in natančno, kar je pogosto v kiparstvu tega obdobja.
Zato so se Grki zelo zgodaj odločili, da je človeška oblika najpomembnejše umetniško delo. Če so videli svoje bogove v človeški obliki, ni bilo nobene razlike med sveto in sekularno umetnostjo, človeško telo je bilo posvetno in sveto. Goli moški brez dodatkov, kot je lok ali kij, bi tako zlahka bili Apolon ali Heraklej ali olimpijski boksarski prvak. V arhaičnem obdobju je bila najpomembnejša kiparska oblika kuros, stoječi gol moški. Pogosta je bila tudi kora ali stoječa oblečena ženska figura. Grška umetnost ni predstavljala ženske golote (razen če je bila namera pornografska) do 4. stoletja pr. n. št., čeprav je razvoj tehnik, ki predstavljajo draperijo, očitno pomemben.
Tako kot pri lončarstvu Grki niso izdelovali skulptur le za umetniški prikaz. Kipe so naročili aristokratski posamezniki ali država in so se uporabljali za javne spomenike kot darila templjem, pokrajinam in svetiščem (kot to pogosto kažejo napisi na kipih) ali kot nagrobniki. Kipi v arhaičnem obdobju niso bili vsi namenjeni za prikaz posameznikov. Predstavljena je bila idealna lepota, pobožnost, čast ali žrtev. To so bile vedno upodobitve mladih moških od mladostniškega obdobja do zgodnje zrelosti, tudi če so bili postavljeni na grobove (morda) starejših državljanov. Kurosi so si bili vsi slogovno podobni. Razlikovanje družbenega položaja osebe, ki je naročila kip, so bile označene z velikostjo in ne z umetniškimi novostmi.
- Dipilonski kuros, okoli 600 pr. n. št., Atena, muzej Keramejk
- Moskofor ali Nosač teleta, okoli 570 pr. n. št., Atene, muzej Akropole
- Kora Frazikleja, kipar Aristion s Parosa, okoli 550 pr. n. št., Atene, Narodni arheološki muzej
- Kora v peplosu, okoli 530 pr. n. št., Atene, muzej Akropole
- Friz Sifnijske zakladnice, Delfi, prikazuje gigantomahijo, okoli 525 pr. n. št., Arheološki muzej Delfi
- Evtidikova kora, okoli 490 pr. n. št., Atene, avtorizirana replika, original v Narodnem arheološkem muzeju
- Etiopska in ženska glava z napisom kalos, atiška oblika aribala v rdeči figuri, okoli 520–510 pr. n. št.

### Klasično kiparstvo
Klasično obdobje je zaznamovalo revolucijo grškega kiparstva, ki so jo zgodovinarji včasih povezovali z ljudsko kulturo uvajanja demokracije in konca aristokratske kulture, povezane s kurosi. V klasičnem obdobju so se pojavile spremembe v slogu in vlogi skulpture skupaj z dramatičnim povečanjem tehnične spretnosti grških kiparjev pri prikazovanju realnih človeških oblik. Položaj je postal naravnejši, še posebej v začetku obdobja. To se vidi pri  Kritijevem dečku (480 pr. n. št.), ki je izklesan v najzgodnejši uporabi položaja  kipa v kontrapostu, in Delfskem vozniku vojnega voza (474 pr. n. št.), kar kaže na prehod v bolj naturalistični slog. Od okoli 500 pr. n. št. so grški kipi začeli vse bolj prikazovati prave ljudi v nasprotju z nejasnimi razlagami mitov ali popolnoma fiktivnimi votivnimi kipi, čeprav sloga še niso razvili v realistično obliko portretiranja. Kip Harmodij in Aristogejton, narejen v Atenah, zaznamuje strmoglavljenje aristokratske tiranije. Zanj je bilo rečeno, da je prvi javni spomenik, ki prikazuje dejanske posameznike.
V klasičnem obdobju se je povečala tudi uporaba kipov in plastike za okrase stavb. Značilni templji klasične dobe, kot sta Partenon in Zevsov tempelj v Olimpiji, so uporabili reliefno skulpturo za dekorativne frize in skulpturo v okviru, da so zapolnili trikotna polja pedimentov. Težak estetski in tehnični izziv je močno spodbudil način kiparskih inovacij. Ohranjeni so samo deli teh del, na primer Elginovi marmorji ali Partenonski marmor, približno polovica jih je v Britanskem muzeju.
V tem obdobju se je razvilo pogrebno kiparstvo iz togega in brezosebnega kurosa arhaičnega obdobja do zelo osebnih družinskih skupin v klasičnem obdobju. Te spomenike običajno najdemo v predmestjih Aten, ker so v antičnih časih pokopavali na obrobju mesta. Čeprav nekateri od njih prikazujejo "idealne" tipe – žalujočo mamo, skrbnega sina –, so vse bolj prikazovali prave ljudi, ki običajno kažejo, da so odšli iz okolja svoje družine. Opazno je povečanje ravni čustev glede na arhaično in geometrično obdobje.
Druga pomembna sprememba je rast zaupanja v kiparstvo. Znane informacije o kiparstvu v arhaičnem in geometričnem obdobju so osredotočene na dela sama in redko, če kdaj, na kiparja. Primeri so Fidija, za katerega je znano, da je nadzoroval zasnovo in zgradbo Partenona, in Praksitel, katerega gole ženske skulpture so bile prve, ki se štejejo za umetniško ugledne. Praksitelova Knidska Afrodita, ki je ohranjena v kopijah, se  pogosto omenja in jo je hvalil Plinij starejši.
Lizistrat naj bi bil prvi, ki je uporabil mavčne modele po živih ljudeh, da bi ustvaril portrete z izgubljenim voskom in razvil tudi tehniko litja iz obstoječih kipov. Prišel je iz družine kiparjev in njegov brat, Lizip, je v svoji karieri izdelal tisoč petsto kipov. 
Kip Zevsa v Olimpiji in kip Atene Partenos (oba krizelefantinska in delo Fidije ali pod njegovim vodstvom veljata za največji klasični skulpturi) sta izgubljena, čeprav manjše kopije (v drugih vrstah materiala) in dobri opisi obeh še vedno obstajajo. Njuna velikost in izredna lepota sta spodbudila tekmece, da so ju zasegli v bizantinskem obdobju, oba pa sta bila odpeljana v Konstantinopel, kjer sta bila kasneje uničena.
- Kritijev deček, marmor, okoli 480 pr. n. št., muzej Akropola, Atene
- Kopija Poliklejtovega Kopjenosca,  Narodni arheološki muzej Atene
- Praksitelova Venera, tip Knidske Afrodite, München, Gliptoteka
- Nagrobnik iz Aten, Narodni arheološki muzej, Atene
- Mlad maratonec, bronast kip, 4. st. pr. n. št., morda Praksitelov,  Narodni arheološki muzej Atene
- Hermes, morda Lizipov, Narodni arheološki muzej Atene
- Terakotna vaza v obliki Dionizove glave, okoli 410 pr. n. št.; razstavljena v muzeju Agora v Atenah, iz Atalove stoe
- Lončena posoda, Afrodita v školjki; z Atike, odkrita na pokopališču Fanagorija, polotok Taman, južna Rusija, zgodnje 4. st. pr. n. št., Ermitaž, Sankt Peterburg

### Helenistično kiparstvo
Prehod iz klasične v helenistično (ali helensko) obdobje se je zgodil v 4. stoletju pr. n. št. Grška umetnost postaja vse bolj raznovrstna, nanjo vplivajo kulture narodov, ki so postale del grškega sveta z osvajanji Aleksandra Velikega (336 do 323 pr. n. št.). Po mnenju nekaterih umetnostnih zgodovinarjev je to opisano kot upad kakovosti in izvirnosti, vendar pa posamezniki tega časa morda niso bili tega mnenja. Zdaj je znano, da so mnoge skulpture, ki so prej veljale za klasične mojstrovine, iz helenistične dobe. Tehnična sposobnost helenističnih kiparjev je očitno dokazana v tako pomembnih delih, kot so Samotraška Nike in Pergamonski oltar. V Aleksandriji, Antiohiji, Pergamonu in drugih mestih so se razvili novi centri grške kulture, zlasti v kiparstvu. V 2. stoletju pr. n. št. je tudi naraščajoča moč Rima vsrkala veliko grško tradicijo in naraščajoči delež njegovih izdelkov.
V tem obdobju je kip še enkrat doživel premik k naturalizmu. Običajni ljudje, ženske, otroci, živali in domači prizori so postali sprejemljivi predmeti v kiparstvu, ki so jih naročile bogate družine za okraševanje svojih domov in vrtov. Izdelali so realistične figure moških in žensk vseh starosti in kiparji niso več imeli dolžnosti, da bi prikazovali ljudi kot ideal lepote ali fizične popolnosti. Istočasno so nova helenistična mesta v Egiptu, Siriji in Anatoliji zahtevala kipe, ki so prikazovali bogove in grške junake za njihove templje in javne kraje. To so naredili kiparstvo, lončarstvo, ki je bilo industrijsko, s posledično standardizacijo in nekaj nižjo kakovostjo. Iz teh razlogov je več helenističnih kipov preživelo do danes kot iz klasičnega obdobja.
Poleg pomika proti naturalizmu se je zgodil tudi premik pri izražanju skulptur. Skulpture so v tem časovnem obdobju izrazile več moči in energije. Enostaven način, da bi v helenističnem obdobju opazili premik izrazov, bi ga primerjali s skulpturami klasičnega obdobja. V klasičnem obdobju so bile skulpture, kot je Delfski voznik bojnega voza, izražale ponižnost. Skulpture helenističnega obdobja pa so kazale močnejši izraz moči in energije, kot je prikazano v Jezdecu z rta Artemizij. 
Med najbolj znanimi helenističnimi skulpturami so Samotraška Nike (2. ali 1. stoletje pr. n. št.), kip Afrodite z otoka Melos, znan kot Miloška Venera (sredi 2. stoletja pr. n. št.), Umirajoči Galačan (približno 230 pr. n. št.) in monumentalna Laokoontova skupina (pozno 1. stoletje pr. n. št.). Vsi ti kipi prikazujejo klasične teme, vendar je njihova obravnava precej bolj čutna in čustvena, kot bi bila v klasičnem obdobju ali bi dovolilo njihovo tehnično znanje. Helenistično skulpturo je zaznamoval tudi povečan obseg, ki je dosegel vrhunec v Kolosu z Rodosa (pozno 3. stoletje), ki naj bi bil približno enake velikosti kot Kip svobode. Skupni učinek potresov in plenjenja je uničil to, pa tudi vsa druga zelo velika dela tega obdobja, ki so morda obstajala.
Po osvajanju Aleksandra Velikega se je grška kultura razširila vse do Indije, kar so razkrila izkopavanja v Ai-Khanoumu v vzhodnem Afganistanu in grškobaktrijska in indogrška civilizacija. Grškobudistična umetnost predstavlja sinkretizem med grško umetnostjo in vizualnim izrazom budizma. Odkritja iz konca 19. stoletja okoli (zdaj potopljenega) starodavnega egiptovskega mesta Herakleum vključujejo upodobitev Izide iz 4. stoletja pr. n. št. Prikaz je nenavadno čuten za upodobitve egipčanske boginje, pa tudi neenakomerno podroben in ženstven ter označuje kombinacijo egipčanskih in helenističnih oblik časa, ko je Aleksander Veliki osvojil Egipt.
- Kip princa ali vladarja brez krone, tradicionalno selevkidski princ, morda Atal II. iz Pergamona. Bron, grško delo 3.–2. st. pr. n. št.
- Samotraška Nike, Louvre, Pariz
- Jezdec z rta Artemizij, bronast kip, Narodni arheološki muzej, Atene.
- Nagrobnik, umirajoči Adonis, barvna terakota, etruščanska umetnost iz Toskane, 250–100 pr. n. št.
- Fragment marmornega reliefa prikazuje koro, 3. st. pr. n. št., iz Pantikapeje, Tavrija (Krim)
- Terakotna glava mladega moškega, najdena v Tarantu, okoli 300 pr. n. št., Berlinska zbirka starin
- Ženska glava del vaze (lekit), 325–300 pr. n. št.
- Bronasti portret neznanega modela z intarziranimi očmi, 1. st. pr. n. št., najden v jezeru Palestra na otoku Delos
- Grškobudistični friz Gandara s privrženci, držijo bananine liste, na korintskem stebru, 1.–2. st. n. št. Buner, Swat, Pakistan, Viktorijin in Albertov muzej
- Nagrobnik ženske z otrokom sužnjem, ki ji streže, okoli 100 pr. n. št. (zgodnji rimsko-grški slog)

## Draperija

### Ženske
- Diana iz mesta Gabii, oblečena v ogrinjalo (diplaks)
- Palada (Tritonova hči) v peplosu
- Hiton
- Tkalci s partenonskega friza

### Moški
- Grški plašč hlamis
- Partenonski friz